# Calciatore dell'anno (Paesi Bassi)
Il calciatore dell'anno (ola. Voetballer van het Jaar) è un premio calcistico assegnato, attraverso un sondaggio tra i calciatori che militano in Eredivisie e Eerste Divisie, al miglior calciatore che milita nel campionato di calcio olandese.
Dal 2006 il premio si è fuso con il Gouden Schoen (Scarpa d'oro), premio a sua volta istituito nel 1982 dai giornali De Telegraaf e Voetbal International.
Il titolo di Talento olandese dell'anno (ola. Nederlands Voetbal Talent van het Jaar), rinominato nel 2003 Johan Cruijff Prijs, viene attribuito al miglior Under-21.

## Albo d'oro

### Calciatore olandese dell'anno
- 1984 -  Ruud Gullit, Feyenoord
- 1985 -  Marco van Basten, Ajax
- 1986 -  Ruud Gullit, PSV
- 1987 -  Ronald Koeman, PSV
- 1988 -  Ronald Koeman, PSV
- 1989 -  Romário, PSV
- 1990 -  Jan Wouters, Ajax
- 1991 -  Dennis Bergkamp, Ajax
- 1992 -  Dennis Bergkamp, Ajax
- 1993 -  Jari Litmanen, Ajax
- 1994 -  Ronald de Boer, Ajax
- 1995 -  Luc Nilis, PSV
- 1996 -  Ronald de Boer, Ajax
- 1997 -  Jaap Stam, PSV
- 1998-1999 -  Ruud van Nistelrooij, PSV
- 1999-2000 -  Ruud van Nistelrooij, PSV
- 2000-2001 -  Mark van Bommel, PSV
- 2001-2002 -  Pierre van Hooijdonk, Feyenoord
- 2002-2003 -  Mateja Kežman, PSV

- 2003-2004 -  Maxwell, Ajax
- 2004-2005 -  Mark van Bommel, PSV
- 2005-2006 -  Dirk Kuijt, Feyenoord
- 2006-2007 -  Afonso Alves, Heerenveen
- 2007-2008 -  John Heitinga, Ajax
- 2008-2009 -  Mounir El Hamdaoui, AZ Alkmaar
- 2009-2010 -  Luis Suárez, Ajax
- 2010-2011 -  Theo Janssen, Twente
- 2011-2012 -  Jan Vertonghen, Ajax
- 2012-2013 -  Wilfried Bony, Vitesse
- 2013-2014 -  Daley Blind, Ajax
- 2014-2015 -  Georginio Wijnaldum, PSV
- 2015-2016 -  Davy Klaassen, Ajax
- 2016-2017 -  Karim El Ahmadi, Feyenoord
- 2017-2018 -  Hakim Ziyech, Ajax
- 2018-2019 -  Matthijs de Ligt, Ajax
- 2019-2020 - Hakim Ziyech,Ajax
- 2020-2021 -  Dušan Tadić, Ajax
- 2021-2022 -  Cody Gakpo, PSV

### Talento dell'anno
- 1984 -  Mario Been, Feyenoord
- 1985 -  Frans van Rooy, PSV
- 1986 -  Aron Winter, Ajax
- 1987 -  Bryan Roy, Ajax
- 1988 -  Pieter Huistra, Twente
- 1989 -  Richard Witschge, Ajax
- 1990 -  Dennis Bergkamp, Ajax
- 1991 -  Gaston Taument, Feyenoord
- 1992 -  Marc Overmars, Ajax
- 1993 -  Clarence Seedorf, Ajax
- 1994 -  Clarence Seedorf, Ajax
- 1995 -  Patrick Kluivert, Ajax
- 1996 -  Jon Dahl Tomasson, Heerenveen
- 1997 -  Boudewijn Zenden, PSV
- 1998-1999 -  Mark van Bommel, Fortuna Sittard
- 1999-2000 -  Arnold Bruggink, PSV
- 2000-2001 -  Rafael van der Vaart, Ajax
- 2001-2002 -  Robin van Persie, Feyenoord
- 2002-2003 -  Arjen Robben PSV

- 2003-2004 -  Wesley Sneijder, Ajax
- 2004-2005 -  Salomon Kalou, Feyenoord
- 2005-2006 -  Klaas-Jan Huntelaar, Ajax
- 2006-2007 -  Ibrahim Afellay, PSV
- 2007-2008 -  Miralem Sulejmani, Heerenveen
- 2008-2009 -  Eljero Elia, Twente
- 2009-2010 -  Gregory van der Wiel, Ajax
- 2010-2011 -  Christian Eriksen, Ajax
- 2011-2012 -  Adam Maher, AZ Alkmaar
- 2012-2013 -  Marco van Ginkel, Vitesse
- 2013-2014 -  Davy Klaassen, Ajax
- 2014-2015 -  Memphis Depay, PSV
- 2015-2016 -  Vincent Janssen, AZ Alkmaar
- 2016-2017 -  Kasper Dolberg, Ajax
- 2017-2018 -  Matthijs de Ligt, Ajax
- 2018-2019 -  Frenkie de Jong, Ajax
- 2020-2021 -  Ryan Gravenberch, Ajax
- 2021-2022 -  Jurriën Timber, Ajax

## Premi scomparsi

### Gouden Schoen
- 1982 -  Martin Haar, Haarlem
- 1983 -  Piet Schrijvers, Ajax
- 1984 -  Johan Cruijff, Feyenoord
- 1985 -  Frank Rijkaard, Ajax
- 1986 -  Ruud Gullit, PSV
- 1987 -  Frank Rijkaard, Ajax
- 1988 -  Gerald Vanenburg, PSV
- 1989 -  Gerald Vanenburg, PSV
- 1990 -  Edward Sturing, Vitesse
- 1991 -  Henny Meijer, Groningen
- 1992 -  John Metgod, Feyenoord
- 1993 -  Marc Overmars, Ajax

- 1994 -  Ed de Goeij, Feyenoord
- 1995 -  Danny Blind, Ajax
- 1996 -  Danny Blind, Ajax
- 1997 -  Jaap Stam, PSV
- 1998 -  Edwin van der Sar, Ajax
- 1999 -  Michael Mols, Utrecht
- 2000 -  Jerzy Dudek, Feyenoord
- 2001 -  Johann Vogel, PSV
- 2002 -  Cristian Chivu Ajax
- 2003 -  Dirk Kuijt, Utrecht
- 2004 -  Maxwell, Ajax
- 2005 -  Mark van Bommel, PSV

### Portiere dell'anno
- 1987 -  Hans van Breukelen, PSV
- 1988 -  Hans van Breukelen, PSV
- 1989 -  Ruud Hesp, Fortuna Sittard
- 1990 -  Stanley Menzo, Ajax
- 1991 -  Hans van Breukelen, PSV
- 1992 -  Hans van Breukelen, PSV
- 1993 -  Ed de Goeij, Feyenoord
- 1994 -  Edwin van der Sar, Ajax
- 1995 -  Edwin van der Sar, Ajax

- 1996 -  Edwin van der Sar, Ajax
- 1997 -  Edwin van der Sar, Ajax
- 1998-1999 -  Jerzy Dudek, Feyenoord
- 1999-2000 -  Jerzy Dudek, Feyenoord
- 2000-2001 -  Ronald Waterreus, PSV
- 2001-2002 -  Edwin Zoetebier, Feyenoord
- 2002-2003 -  Dennis Gentenaar NEC Nijmegen
- 2003-2004 -  Gábor Babos, NAC Breda